# Tandi von Ruben
Tandi Marina von Ruben (Johannesburg, 17 april 1986) is een Zuid-Afrikaanse golfprofessional. Ze debuteerde in 2009 op de Ladies European Tour en in 2014 op de Sunshine Ladies Tour.

## Loopbaan
Von Ruben had een succesvolle golfcarrière bij de amateurs en won acht nationale golfkampioenschappen. Op 20 november 2008 werd ze golfprofessional.
In 2009 maakte von Ruben haar debuut op de Ladies European Tour en speelde acht toernooien in haar eerste seizoen. Tot op het heden won ze nog geen toernooien op de LET.
In begin februari 2014 maakte von Ruben haar debuut op de Sunshine Ladies Tour. Op 17 februari 2014 behaalde ze daar haar eerste profzege door de Sun International Challenge te winnen nadat ze de play-off won van amateur Magda Kruger.

## Prestaties

### Professional
Sunshine Ladies Tour
| Nr. | Datum            | Toernooi                    | Score     | Score | Info                                                      |
| --- | ---------------- | --------------------------- | --------- | ----- | --------------------------------------------------------- |
| 1   | 17 februari 2014 | Sun International Challenge | 71-72=141 | –1    | Eerste profzege; won de play-off van amateur Magda Kruger |